# Милан Прековић
Милан Прековић (Београд, 6. априла 1973) је бивши је српски и југословенски кошаркаш. Играо је на позицији бека за велики број клубова у региону.

## Каријера
Милан Прековић је у млађим категоријама наступао за селекције Партизана да би професионалну каријеру започео у Профиколору. Од 1996. до 1998. године наступа ѕа Беобанку где је стекао потпуну играчку афирмацију. Екипу је предводио тренер Дарко Русо је била веома чврст противник у Јуба лиги која је тих година била веома добра. Поред Прековића ту су били Бенчић, Глинтић, Цимбаљевић и др. Беобанка је успела 1998. године да дође до финала националног купа у ком је изгубила од екипе Будућности. Такође те сезоне су се успешно такмичили и у Еврокупу. Милан наставља са добрим партијама и у Беопетролу за који наступа од 1998 . до 2000. године.
2000. године долази у Црвену звезду да  помогне младим кошаркашима попут Вујанића, Радмановића, Тице, Алексића и Поповића. Међутим одмах на старту сезоне Црвена звезда је ослабљена без Јелића, Ђокића и Шљиванчанина забележила два пораза, чиме је јасно било да ће сезона бити веома тешка. Милан је у остатку сезоне био главни носиоц игре и постизао веома битне поене, најчешће тројке које су Црвеној звезди обезбедили опстанак. У Звезди је укупно одиграо 33 утакмице и постигао 437 поена.
Након те сезоне прелази у руску екипу Самаре заједно са Александром Чубрилом, где је постизао од 15 до 25 поена по мечу. После неколико сезона 2005. године се враћа у Београд и заједно са Шилобадом појачава чету младог тренера Александра Џикића. На 21 утакмици просечно је постизао 8,1 поена уз 2,8 аситенција и 2,8 скокова по мечу.